# Breuch
Breuch ist ein ehemaliger Ortsteil der Gemeinde Much im Rhein-Sieg-Kreis.

## Lage
Breuch liegt im Wahnbachtal. Nachbarorte sind Sommerhausen im Nordosten und Herchenrath im Westen. Östlich von Breuch liegt der Herrenteich. Breuch ist über die Landesstraße 189 erreichbar.

## Geschichte
1901 war Broich ein Dorf mit 18 Einwohnern. Hier wohnten damals der Ackerer Karl Müller und Mühlenbesitzer Josef Scherer.